# Bensékou
Bensékou är ett arrondissement i kommunen Gogounou i Benin. Den hade 3 772 invånare år 2002.